# Jussi Hietanen
Elis Johannes “Jussi” Hietanen, född 29 mars 1903 i Tammerfors, död 19 augusti 1941 i Kiestinki, Karelska ASSR, var en finsk skulptör vars huvudverk är Minnesmärket för de röda stupade i finska inbördeskriget på Kalevankangas kyrkogård i Tammerfors. Hietanen var själv rödgardist och internerades som 15-åring i Tammerforsfånglägret efter inbördeskriget. 

## Karriär som skulptör
Efter inbördeskriget arbetade Hietanen som springsjas och studerade skulptur för Väinö Richard Rautalin 1923 och mellan 1924 och 1926 för Evert Porila. Hans verk ställdes först ut i Tammerfors 1923. Från 1934 till 1935 studerade Hietanen vid Konstuniversitetets Bildkonstakademi.
Hösten 1940 beställde Tammerfors arbetarorganisationers minneskommitté skisser av Hietanen för att upprätta ett minnesmärke efter de röda i Kalevankangas, som avtäcktes på Kristi himmelfärdsdag i maj 1941. Hans övriga verk inkluderar hjältestatyn i Ikalis och minnesmärket efter de fallna 1918 i Messuby, som Viljo Savikurki utförde 1945 på basis av Hietanens skisser.
Hietanen stupade under den finska offensiven i fortsättningskriget i östkarelska Kiestinki (nu ryska Ке́стеньга, Kestenga) och ligger själv begravd på Kalevankangas kyrkogård. Jussi Hietanens son var skulptören Unto Hietanen (1928–2009) som skapade flera statyer i Tammerfors.